# 許志傑
許志傑（1988年4月27日—），中華台北游泳運動員，主攻項目為男子蝶式和混合式，代表台灣參加兩屆奧運和三屆亞運，並在2008年北京奧運200公尺蝶式破全國紀錄，並為台灣首位進入奧運複賽男子選手。
許志傑出身被稱為許家班的台灣知名游泳世家，他的二伯父李東興，父親也是他的教練許東雄，姑母許玉雲，堂兄李士宏都曾經是非常出色的游泳國手。
目前任教於臺北市立大學水上運動學系副教授並擔任游泳隊總教練

## 賽事成績
- 2004 韓國世界巡迴賽 第一次代表中華隊參賽
- 2005 亞洲分齡游泳錦標賽金牌 （泰國）
- 2005 世錦賽 （蒙特婁）
- 2006 亞運會 第五名（杜哈）
- 2006 泛太平洋游泳錦標賽 （維多利亞）
- 2007 亞洲分齡游泳錦標賽金牌 （日本）
- 2007 全運會四金（台南）
- 2008 奧運會 16名 （北京）台灣首位進入奧運複賽男子選手
- 2009 世大運第5名 （賽爾維亞）台灣首位進入世大運決賽選手
- 2009 世錦賽 （羅馬）
- 2009 亞錦賽 銅牌 （廣州）
- 2009 東亞運 銅牌 （香港）台灣首位奪牌男選手
- 2009 全運會 5金 （台中）
- 2010 美國大獎賽 銀牌
- 2010 亞運會 第五名（廣州）
- 2011 世錦賽 （上海）
- 2011 全運會 （彰化） 6金
- 2012 奧運會 （倫敦）
- 2012 亞錦賽 銅牌 （杜拜）
- 2013 全運會 （臺北） 4金
- 2014 亞運會 （仁川）

- 2007~2015 全運會 四連霸 累積21金
- 2008~2015 全大運 七連霸 累積31金
- 2003~2007 全中運 五連霸 累積10金

### 世界排名（World Rankings）
- 2008年度 200公尺蝶式 世界排名 23
- 2009年度 200公尺蝶式 世界排名 31
- 2010年度 200公尺蝶式 世界排名 28

### 全國紀錄（National Record (LCM)）
- 50公尺蝶式 BU 24.78 (2009-2014)
- 100公尺蝶式 BU 53.66
- 200公尺蝶式 BU 1:56.54
- 200公尺自由式 FR 1:52.75 (2008-2011)
- 200公尺混合式 IM 2:04.14 (2007-2015）
- 400公尺混合式 IM 4:25.43（2007-2014)
- 400自由式接力 2009-2013
- 800自由式接力 2007-2013
- 400混合式接力